# Bella Terra
Bella Terra és una revista il·lustrada catalana nascuda al novembre de 1923 considerada com «una de les revistes més ben presentades de la llengua catalana». Va ser dirigida per Joan Draper i Fossas en l'apartat literari i Joan Mezquita Almer per la part gràfica, molt important en la revista –que destacava per les seves increïbles il·lustracions de portada- i un dels seus principals atractius.
Bella Terra tenia 48 pàgines il·lustrades i era impresa a Barcelona, primer a la casa López Llausàs (Diputació, 95) i més endavant a la Tipografía Occitània, del carrer Mallorca. Es venia per subscripció trimestral a un preu de sis pessetes. El número solt valia 2,50 pessetes.
Bella Terra neix amb una doble voluntat: la de ser una revista ciutadana –en el sentit que volia esser llegida per gent de ciutat- i, a més a més, d'incloure en ella tots aquells continguts «que obeeixen un ritme i que es mantenen fidels a les lleis del bon gust», segons la declaració de principis «Per començar» al primer número.
La revista tenia una vocació clarament gràfica i estètica. L'audiència potencial era la gent intel·lectual i amb inquietuds culturals i artístiques, amb un perfil adquisitiu alt i residents a ciutats de Catalunya. «La plenitud de la vida catalana venia demanant l'esforç que iniciem avui. (…)Ja és temps que, si ens enorgullim d'esser un poble ric i complet, sapiguem dotar-lo de l'alat vehicle de la fama i la relació que és una gran revista.»
Malgrat la gran qualitat de la publicació aquest objectiu de gran revista nacional no es va assolir del tot. Bella Terra tenia previst tenir una periodicitat mensual, però només va acabar comptant amb 19 números (806 pàgines) als quatre anys de la seva existència. Les causes de la discontinuïtat són desconegudes.
La temàtica era del tot variada. Sempre es repetien, però, els mateixos eixos temàtics: arquitectura (antiga i contemporània), espectacles, literatura (amb un interès especial per la vida de l'artista), biografies de personalitats catalanes importants (artistes, polítics, científics), paisatges en fotografia, fets d'actualitat (nacional i internacional), moda i esports. Com a exemple de la diversitat, es destaquen la secció «cronistes internacionals», el relat de Josep Lleonart «El Balcó», fotografies de l'exposició internacional a Barcelona, la col·lecció de l'orfebre Ramon Sunyer, o fotografies, amb models de l'època, de les últimes tendències a la moda com ara els vestits de platja de la casa parisenca Philipe et Gaston.
Bella Terra era una revista amb una clara vocació visual amb documents gràfics de tota classe: dibuixos, il·lustracions, fotos, elements gràfics decoratius. Destaca per tenir, a cada número, una única pàgina a color (normalment amb la temàtica de la temporada –hivern, primavera...-) amb una il·lustració molt ben detallada i que crida molt l'atenció. La resta de la revista està plena de material gràfic a blanc i negre que, o bé acompanya un text, o va en solitari amb un petit peu de pàgina indicant qui ha realitzat aquell treball. Com a indicació de la densitat gràfica de la revista es pot donar el fet que totes les 809 pàgines porten com a mínim un element gràfic de mitjana mida sinó dos o tres.

## Col·laboradors
Els col·laboradors més importants són: Carles Soldevila, Josep Carner, Josep Maria López-Picó, Josep Maria Casas i de Muller, Carles de Fortuny i de Miralles, Francesc Oliva, Ignasi Iglésias. A més a més d'aquests, sovint es publicaven algunes traduccions d'autors estrangers.
En l'apartat gràfic destaquen els següents col·laboradors que publicaven tant reproduccions com originals: Joan Mezquita Almer, Josep Maria Marquès i Puig, Apa, Joan Junceda, Antoni Utrillo, Joan Llimona, Marià Llavanera, J. Vinyals, Joan d'Ivori, Ramon de Capmany, Quelus, Alexandre Coll, Josep Picó i d'altres.